# Хендлијев витки опосум
Хендлијев витки опосум (Marmosops handleyi) је врста сисара из породице опосума (Didelphidae) и истоименог реда (Didelphimorphia).

## Распрострањење
Колумбија је једино познато природно станиште врсте.

## Станиште
Хендлијев витки опосум има станиште на копну.

## Угроженост
Ова врста је крајње угрожена и у великој опасности од изумирања.

### Популациони тренд
Популација ове врсте се смањује, судећи по расположивим подацима.